# ¿De dónde sacas eso?
«¿De dónde sacas eso?» es una canción escrita e interpretada por el dúo estadounidense Ha*Ash. Se lanzó como el cuarto sencillo del álbum A tiempo el 11 de julio de 2012.  La pista fue compuesta por Ashley Grace, Hanna Nicole con la coautoría del cantante José Luis Ortega.
El tema se centra en la historia de una de las hermanas del dúo, quién según sus palabras se enamoró de un patán. Estuvo por semanas en los primeros lugares de popularidad a nivel radial. En el año 2012, tanto las hermanas como el cantante de Río Roma fueron reconocidos por la Sociedad de Autores y Compositores de México por la composición de esta canción. En 2014, fue certificado por AMPROFON con disco de oro.

## Antecedentes y composición
«¿De dónde sacas eso?» fue compuesta por Ashley Grace, Hanna Nicole con la coautoría del cantante José Luis Ortega integrante de Río Roma, mientras que la producción fue llevada a cabo por Michele Canova. De acuerdo a la confesión de las integrantes, la pista se basa en una experiencia personal de Hanna.
El tema se lanzó como el cuarto y último sencillo del álbum de su cuarta producción discográfica "A Tiempo". En el año 2012, tanto las hermanas como el cantante de Río Roma fueron reconocidos por la Sociedad de Autores y Compositores de México por esta canción.

## Recepción
«¿De dónde sacas eso?» alcanzó la cuarta posición en Mexico Español Airplay y novena posición en México Airplay, ambas de Billboard. Adicionalmente se ubicó en el tercer lugar en el Monitor Latino de México. El día 4 de marzo de 2014, fue certificado por AMPROFON con disco de oro.

## Vídeo musical
El primer vídeo que se estrenó de la canción, fue incluido en la edición estándar del álbum A tiempo. El vídeo fue una reedición de la pista en vivo y estrenada el 1 de agosto de 2011. Se lanzó en formato físico a través del DVD incluido en dicho álbum. En él se puede ver a las hermanas realizando la canción en versión acústica. A octubre de 2019 el vídeo cuenta con 58 millones de reproducciones.
En el año 2012 se volvió a grabar una versión en vivo, esta vez en concierto e integrada en la edición especial del álbum ya mencionado.
El vídeo oficial fue estrenado el 11 de julio de 2012, cuya trama son las chicas interpretando dicha canción en un concierto para su gira A Tiempo Tour. Dicho videoclip con un trabajo fílmico orgánico y sencillo, fue en agradecimiento a todo el público que les ha apoyado a lo largo de sus carrera; en el cual se aprecia lo que sucede con ellas dentro y fuera del escenario A octubre de 2019 el vídeo cuenta con 8 millones de reproducciones.

## Presentaciones en vivo
El tema ha sido incluido en las giras A Tiempo Tour, 1F Hecho Realidad Tour y la Gira 100 años contigo. Ha sido cantando desde el año 2011 hasta el año 2019. Ha*Ash ha cantando en una oportunidad el tema «¿De dónde sacas eso?» con la participación de otros artista:
- 17 de junio de 2014, Auditorio Nacional, México junto a Río Roma donde también interpretaron «Te dejo en libertad».[23]

## Uso en los medios
La canción fue utilizada en la novela chilena Socias para el personaje de Monserrat, interpretada por Paola Volpato, y también en la novela del mismo país El regreso. 

## Créditos y personal
Créditos adaptados de Genius y AllMusic.
Grabación y gestión
- País de grabación: Estados Unidos
- Sony / ATV Discos Music Publishing LLC / Westwood Publishing
- Copyright (P): 2011 Sony Music Entertainment México, S.A. De C.V.

Músicos y personal
- Ashley: Composición, guitarra, voz.
- Hanna: Composición, voz, guitarra y piano.
- Áureo Baqueiro: Arreglos, coros, dirección, piano.
- Vicky Echeverri: Coros, piano.
- Michele Canova: Arreglos, dirección.
- Pablo Manresa: Arreglos.
- José Luis Ortega: Composición
- Christian Rigano: Piano
- Aaron Sterling: Batería

## Posicionamiento en listas
Listas de posicionamiento incluyendo solo México.
| Listas (2012)                   | Mejor posición |
| ------------------------------- | -------------- |
| México (México Airplay)         | 9              |
| México (México Español Airplay) | 4              |
| México (Monitor Latino)         | 5              |
| México Tocadas (Monitor Latino) | 3              |

## Certificaciones
| País (organismo certificador) | Certificación | Unidades certificadas |
| ----------------------------- | ------------- | --------------------- |
| México (AMPROFON)             | Oro           | 30 000                |

## Premios y nominaciones
| Año  | Trabajo nominado | Categoría         | Resultado | Ref.  |
| ---- | ---------------- | ----------------- | --------- | ----- |
| 2012 | Premios SACM     | Premio Éxito SACM | Ganadoras | [ 6 ] |